# Les Coquetiers (tramway d'Île-de-France)
Pour les articles homonymes, voir Coquetier (homonymie).
Les Coquetiers est une gare ferroviaire française de la ligne de Bondy à Aulnay-sous-Bois (dite ligne des Coquetiers), située sur le territoire de la commune de Villemomble, dans le département français de la Seine-Saint-Denis en région Île-de-France.
Mise en service en 2006 par la Société nationale des chemins de fer français (SNCF), c'est une station desservie par des rames de Tram-trains de la ligne 4 du tramway d'Île-de-France.

## Situation ferroviaire
Établie à environ 62 mètres d'altitude, la gare « des Coquetiers » est située au point kilométrique (PK) 1,6 de la ligne de Bondy à Aulnay-sous-Bois (dite ligne des Coquetiers) devenue, après adaptation, la ligne 4 du tramway d'Île-de-France, entre les gares de La Remise à Jorelle et de l'Allée de la Tour - Rendez-Vous.

## Histoire

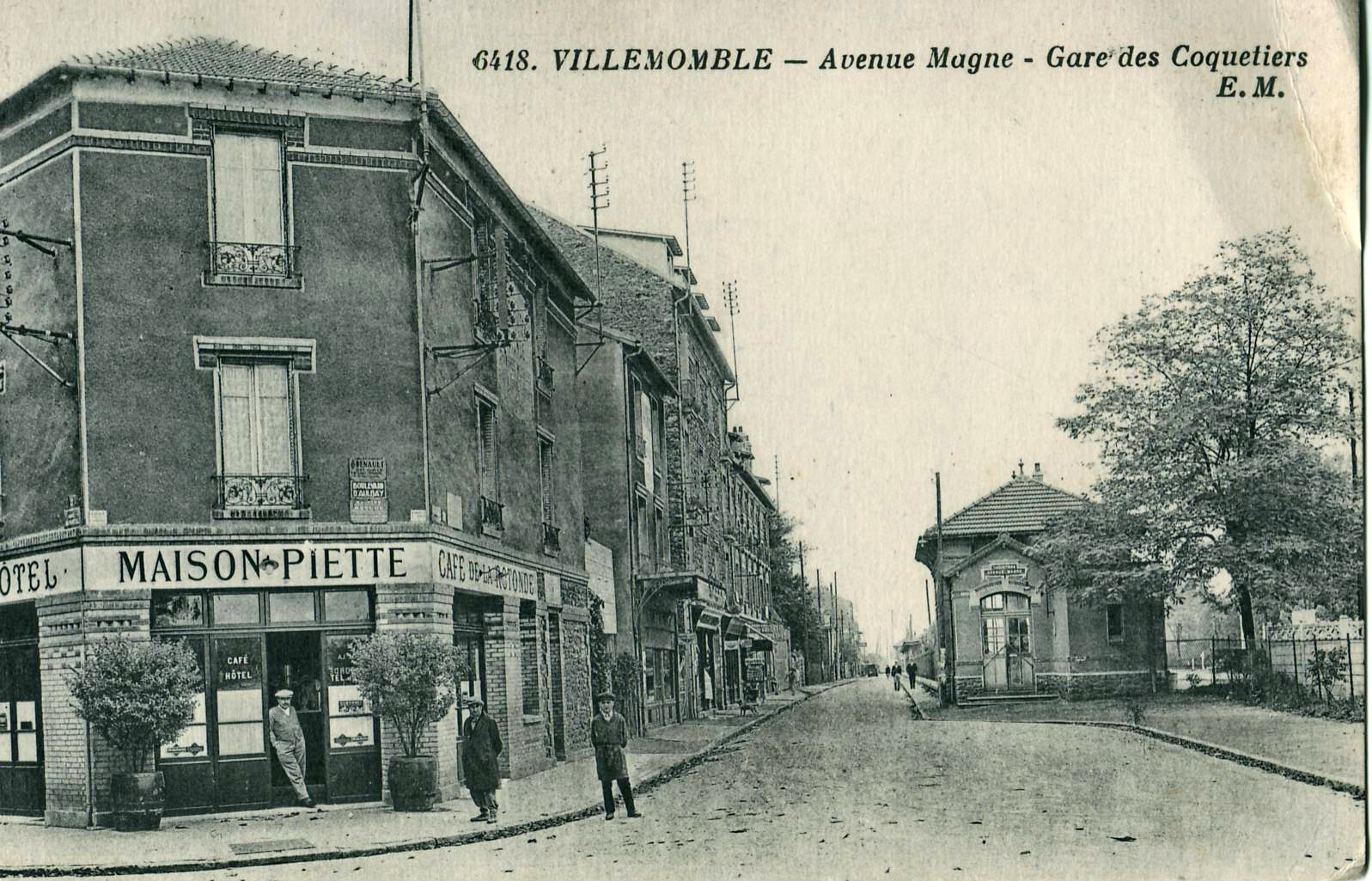
L'ancienne gare des Coquetiers, au début du XX

Cette ancienne gare est reconvertie après la transformation de la ligne des Coquetiers, à laquelle elle a donné son nom, en une ligne de tram-train. Cette ligne tire elle-même son nom de l'antique chemin des Coquetiers, qu'elle franchit à cet endroit. Depuis le Moyen Âge et jusqu'au début de la révolution industrielle au XIXe siècle, il était utilisé par les marchands d'œufs (les coquetiers), fromagers et crémiers du nord-est de l'Île-de-France pour rejoindre, via Vincennes, les marchés du faubourg Saint-Antoine à Paris. Il a aussi donné son nom à l'église Saint-Augustin-des-Coquetiers.
En 2014, selon les estimations de la SNCF, la fréquentation annuelle de la gare est de 853 200 voyageurs.

## Service des voyageurs

### Accueil
Halte ou station SNCF, c'est un point d'arrêt non géré (PANG) à accès libre. Elle dispose de deux quais, de 80 mètres  de long chacun, pour desservir les voies V1TT et V2TT. Elle est équipée d'abris sur chacun des quais et d'automates pour l'achat et le compostage de titres de transport. C'est une station accessible « en toute autonomie » par les personnes en fauteuil roulant.

### Desserte
La station des Coquetiers est desservie par des tram-trains de la relation Bondy - Aulnay-sous-Bois (ligne T4) à raison d'un tram-train toutes les 6, 9 ou 15 minutes suivant les horaires.

### Intermodalité
Elle est desservie par les lignes 114 et TUB (546) du réseau de bus RATP.